# Таван-Богдо-Ула
Тава́н-Бо́гдо-У́ла (Табын-Богдо-Ола, Танну-Богдо-Ола; монг. Таван Богд уул — «пять божественных гор»; кит. 塔彎博格多, пиньинь Tǎwān Bógé Duō) — горный массив на юго-востоке Алтая, расположенный в области схождения границ России, Монголии и Китая.
Высшая точка массива — гора Куйтэн-Уул (Найрамдал), 4374 м, расположена на моногольско-китайской границе (на монгольской стороне, аймак Баян-Улгий; на китайской, уезд Бурчун) и является высшей точкой Монголии. К юго-востоку от массива расположен Монгольский Алтай, на западе — перевал Бетсу-Канас и хребет Южный Алтай. Северный склон массива круто обрывается к плоскогорью Укок, к востоку от которого расположен хребет Сайлюгем.
Вершина пика Таван-Богдо-Ула (Куйтуньшань 奎屯山, Таван Богд Уул) с отметкой 4082,0 м или 4104,0 м, расположенного в нескольких километрах к северу от горы Куйтэн-Уул является точкой стыка границ России, Монголии и Китая. Согласно трехсторонним договорам, координаты этой точки — 49°10′13″ с. ш. 87°48′56″ в. д.. Ввиду труднодоступности этой вершины, покрытой вечными снегами, граничащие государства договорились не устанавливать на ней пограничного знака.
Массив состоит из метаморфических сланцев и гранитов. Ледники массива Таван-Богдо-Ула — крупнейшие на Алтае. В верхней части массива расположено 35 ледников общей площадью около 150 км², крупнейшие из которых — ледники Потанина (19 км; 56,5 км²) и Пржевальского (10,8 км; 30 км²) — названы в честь русских исследователей. Ниже ледников расположены каменные россыпи, горные тундры и альпийские луга. В нижнем поясе — заросли карликовой берёзки. Речные долины с южной стороны (реки Ховд и Манас) покрыты лиственничными лесами.
Ледники массива питают крупнейшие реки региона: Катунь, Кобдо и Иртыш. По массиву также проходит водораздел между бассейном Северного Ледовитого океана и бессточным бассейном котловин Центральной Азии.